# Antonio Amaya
Antonio Amaya (Granada, 25 de noviembre de 1923 - Sitges, 14 de mayo de 2012), nombre artístico de Antonio Peláez Tortosa, fue un bailarín y cantante de copla español. Es considerado uno de los mejores intérpretes del género en la segunda mitad del siglo XX, conocido por éxitos como Mi vida privada, Doce cascabeles y La niña ciega.

## Biografía
Antonio Amaya nació en Granada, hijo de Luis María Peláez de Alarcón y Carmen Tortosa Aguilera, en el seno de una familia acomodada de trece hermanos, aunque fue bautizado y pasó su juventud en Jaén. Tras el fallecimiento de su padre y cumplidos los 18 años, Antonio decidió abandonar su ciudad y probar fortuna en Madrid, pues desde muy niño tuvo clara su vocación de convertirse en artista.
En Madrid comenzó a trabajar en los espectáculos de variedades, siendo corista en la compañía de Celia Gámez, coincidiendo con Tony Leblanc y José Manuel Lara. En 1947 consiguió firmar un contrato discográfico con la compañía Gramófono Odeón, para la que grabó sus primeras canciones, escritas por el maestro Algarra (Doña Luz de Lucena, Yo quiero estar a tu vera, La Medallona). En esa época se le conocía como «El Gitanillo de Bronce». En Barcelona llevó al teatro el espectáculo «Bronce y oro», que finalizó en marzo de 1947. Su éxito fue rápido: en julio de 1950, el Teatro Victoria de Barcelona le ofrecía un homenaje y le entregaba el lazo de oro por sus dos años consecutivos de éxitos en la Ciudad Condal donde levantaba auténticas pasiones entre el público enfervorecido que asistía a sus espectáculos, el cual aguardaba a su salida de los teatros para arrancarle botones y mechones de pelo. 
Su mayor éxito llegaría en 1952, con el pasodoble original de Freire, García Cabello y Juan Solano: Doce cascabeles, que fue el gran lanzamiento de su carrera. Le seguirían otros títulos como la marcha ¡Ay, infanta Isabel!, el Romance a Joselito, El bule-bule, La mare mía, Sombrerito, sombrerito, Me gusta Mi Novia o el pasodoble La reina Juana.
De la mano de su amigo y mánager José María Lasso de la Vega (también mánager de Joan Manuel Serrat), triunfó largamente en España y en América, mediante numerosos espectáculos donde él era  primera figura junto a artistas tan reconocidos como Alady, Carmen de Lirio o Mary Santpere, sobre todo en Barcelona, donde consiguió la mayoría de sus éxitos, pero también en otras ciudades, como Valencia o Zaragoza. Fue buen amigo y compañero de escenario de Rafael Conde, «El Titi». También actuó durante algunos años con su hermana Lourdes, que en su papel de supervedette tomaría el nombre artístico de Lourdes Roquiel.
Antonio Amaya fue de las primeras figuras relevantes del mundo del espectáculo que se instalaron en Sitges (Barcelona) donde regentó durante muchos años su local "Chez Antonio", donde se daban cita artistas y personajes de todo tipo. Fue el impulsor de la sala Porche's de Zaragoza y de otras muchas. En 1978 fue el primer hombre en posar desnudo para una revista gay en España.
Falleció el 14 de mayo de 2012 en una residencia geriátrica de Sitges, donde vivía retirado desde 2002. Antonio Amaya está enterrado en Jaén junto a su madre.